# Maria Ansorge
Maria Ansorge (Löchau, 15 décembre 1880 - Dorsten, 11 juillet 1955) est une femme politique socialiste allemande. 

## Biographie
Elle est députée du SPD au Reichstag de 1920 à mai 1924 puis de décembre 1924 à 1933. 
Emprisonnée par la dictature nazie dès 1933, elle est par la suite détenue au camp de concentration de Ravensbrück.